# Axien
Axien ist ein Ortsteil der Stadt Annaburg im Landkreis Wittenberg in Sachsen-Anhalt. Bis zum 31. Dezember 2010 war Axien eine eigenständige Gemeinde mit den Ortsteilen Axien, Gehmen und Kähnitzsch.

## Geografie
Der Ort liegt ca. 35 km südöstlich von Wittenberg und ca. 20 km nördlich von Torgau in den Niederungen am Ostufer der Elbe an einem alten Elbarm. Im Süden grenzt der Ort an Sachsen.

## Geschichte
Axien wird erstmals im Jahr 965 als Uazgrini urkundlich erwähnt. Der Ort selbst dürfte aber älter sein. So wurde in Axien bereits im Jahr 865 eine Burgwarde unter dem Namen Wazgrini erwähnt. Sie diente als befestigter Brückenkopf an einer Elbfurt.
Am 1. Januar 2011 wurde Axien in die Stadt Annaburg eingegliedert.

## Sehenswürdigkeiten
- Bekannt ist die Backsteinkirche mit Deckenmalereien aus dem 13. Jahrhundert
- Sühnekreuz in Kähnitzsch
- Grabstein auf dem Ortsfriedhof für einen namentlich bekannten serbischen Zwangsarbeiter, der 1941 ums Leben kam

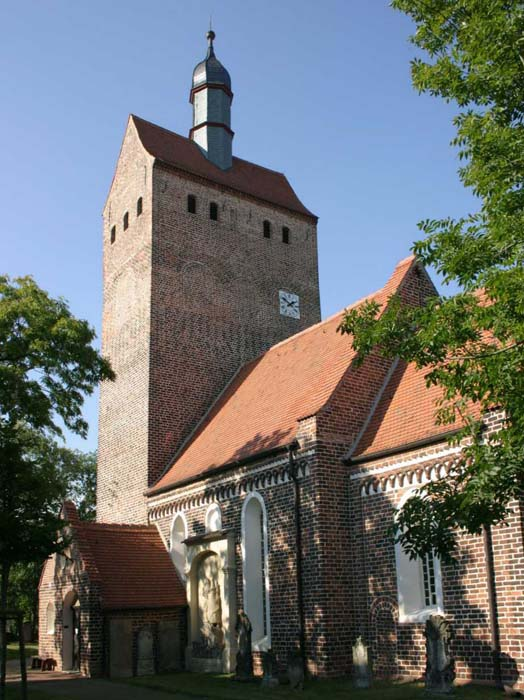
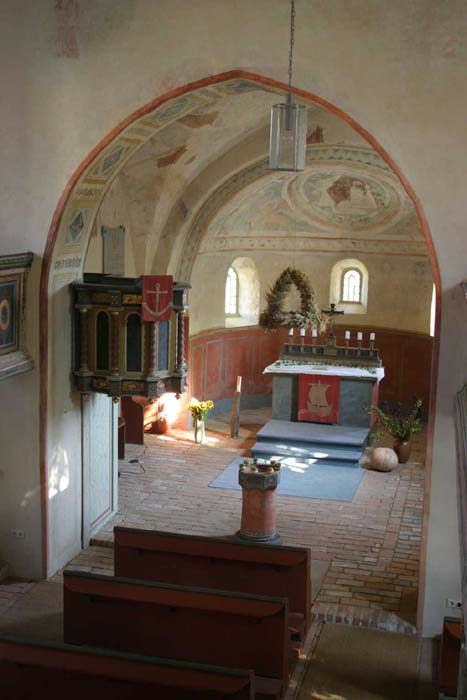

## Vereine
- Axiener ESV e. V. (Axiener Elbaue Sportverein): Der Axiener ESV wurde 1990 gegründet, er ging aus dem damaligen Verein „Traktor Axien“ hervor. Bis 1999 gab es zwei Sektionen, Fußball und Kegeln.

## Wirtschaft und Infrastruktur

### Verkehrsanbindung
Westlich des Ortes verläuft die B 182 und nördlich die B 187. Er liegt an der Mitteldeutschen Kirchenstraße.

## Persönlichkeiten
- Georg Schönfelder (1911–1996), Schachtrainer und Organisator von Schachturnieren. Namensgeber des Labruner „Georg-Schönefelder-Landopen“.
- Klaus Däumichen (1940–2008), Forschungsökonom